# 개복소다양체
미분기하학에서 개복소다양체(槪複素多樣體, 영어: almost complex manifold)는 그 접다발이 제곱하여 −1이 되는 자기 동형 사상을 갖는 매끄러운 다양체이다. 복소다양체의 개념의 일반화이다.

## 정의
매끄러운 다양체 {\displaystyle M} 위의 벡터 다발 {\displaystyle E\twoheadrightarrow M} 위의 개복소구조는 벡터 다발 사상 {\displaystyle J\colon E\ toE} 가운데 다음 조건을 만족시키는 것이다.
{\displaystyle J^{2}=-1\colon E\to E}
개복소구조가 존재하려면 {\displaystyle E}는 물론 짝수 차원이어야 한다.
개복소다양체 {\displaystyle (M,J)}는 접다발 위에 개복소구조 {\displaystyle J}가 주어진 매끄러운 다양체이다.

## 성질
개복소다양체 {\displaystyle M} 위의 임의의 벡터장 {\displaystyle X,Y\in \Gamma (TM)}에 대하여, 다음 항등식을 통하여 반대칭 (1,2)차 텐서장
{\displaystyle N_{J}\in \Omega ^{2}(M;\mathrm {T} M)}
를 정의할 수 있다.
{\displaystyle N_{J}(X,Y)\equiv [X,Y]+J[JX,Y]+J[X,JY]-[JX,JY]=0}
이 {\displaystyle N_{J}}를 네이엔하위스 텐서(영어: Nijenhuis tensor)라고 하며, 네덜란드의 수학자 알버르트 네이엔하위스(네덜란드어: Albert Nijenhuis)가 1951년 도입하였다.

## 예
모든 복소수 벡터 다발은 개복소구조를 가지며, 이는 허수 {\displaystyle \mathrm {i} }에 대한 곱셈이다. 특히, 모든 복소다양체는 개복소다양체이며, 복소다양체의 경우 네이엔하위스 텐서가 0이다. 그러나 복소다양체가 아닌 개복소다양체가 존재하며, 이 경우 네이엔하위스 텐서가 0이 아니다.

## 역사
개복소다양체의 개념은 샤를 에레스만과 하인츠 호프가 1940년대에 도입하였다.

## 참고 문헌
1. ↑  Nijenhuis, Albert (1951). “Xn−1-forming sets of eigenvectors”. 《Indagationes Mathematicae》 13: 200–212. MR 0043540. Zbl 0042.16001.